# Gustav Remec
Gustav Remec (* 15. Juli 1900 in Sušak, Österreich-Ungarn; † 30. Juli 1972 in Nürnberg) war ein jugoslawischer Fußballspieler und Sänger (Stimmlage Tenor).

## Leben
Von seiner Heimatstadt Sušak zog Remec nach dem Ersten Weltkrieg nach Zagreb, wo er in der dortigen Fußballmannschaft einer der besten Spieler wurde. 1923, 1926 und 1928 gewann er mit seiner Mannschaft den Meistertitel. 1929 wechselte er zum neugegründeten Verein Građanski Zagreb, der jedoch schon bald aufgelöst wurde, so dass er 1930 zur Zagreber Concordia wechselte und dort noch im gleichen Jahr den jugoslawischen Meistertitel gewann.
Von 1924 bis 1930 war er auch Mitglied der Nationalmannschaft Jugoslawiens, für die er 14 Spiele bestritt und mit der er dreimal in Folge den König-Alexander-Pokal gewann (1924, 1925 und 1926).
1932 beendete er seine aktive Fußballkarriere und widmete sich dem Gesang. Bereits während seiner Zeit als Fußballer hatte er privaten Gesangsunterricht genommen. Sein erster Auftritt am Nationaltheater Zagreb war im Frühjahr 1933 in Franz Lehárs Land des Lächelns. 1937 wechselte er in den deutschen NS-Staat, nachdem er zuvor bereits einige Male als lyrischer Tenor Gastrollen an der Semperoper in Dresden gab, u. a. trat er in Puccinis Opern La Bohème und Madama Butterfly auf. Fortan spielte er bis zum Ausbruch des Zweiten Weltkrieges an der Staatsoper in Dresden und gab in dieser Zeit als „Bürger von Zagreb“ auch Auftritte in seiner jugoslawischen Heimat, wohin er Ende 1939 zurückkehrte. Fortan spielte er in Zagreb, wo er 1941 die Bildung des Unabhängiger Staates Kroatien erlebte. Am Ende des Zweiten Weltkrieges verließ er aufgrund seiner Systemnähe das Land und ging zunächst nach Prag, dann nach Berlin, Wien und zuletzt nach Nürnberg.